# Чемерники (гміна)
Гміна Чемерники (пол. Gmina Czemierniki) — місько-сільська гміна у східній Польщі. Належить до Радинського повіту Люблінського воєводства.
Станом на 31 грудня 2011 у гміні проживало 4562 особи.

## Площа
Згідно з даними за 2007 рік площа гміни становила 107.71 км², у тому числі:
- орні землі: 69.00%
- ліси: 23.00%

Таким чином, площа гміни становить 11.16% площі повіту.

## Населення
Станом на 31 грудня 2011:
| Опис     | Загалом | Загалом | Чоловіки | Чоловіки | Жінки | Жінки |
| -------- | ------- | ------- | -------- | -------- | ----- | ----- |
| одиниця  | осіб    | %       | осіб     | %        | осіб  | %     |
| все      | 4562    | 100     | 2298     | 50.37    | 2264  | 49.63 |
| міське   | 0       | 100     | 0        |          | 0     |       |
| сільське | 4562    | 100     | 2298     | 50.37    | 2264  | 49.63 |

## Сусідні гміни
Гміна Чемерники межує з такими гмінами: Боркі, Вогинь, Острувек, Радинь-Підляський, Семень, Радинь-Підляський.